# Poliocephalus
Poliocephalus is een geslacht van vogels uit de familie van de futen (Podicipedidae). De wetenschappelijke naam van het geslacht is voor het eerst geldig gepubliceerd in 1840 door Selby.

## Soorten
De volgende soorten zijn bij het geslacht ingedeeld:
- Poliocephalus poliocephalus – Grijskopfuut
- Poliocephalus rufopectus – Nieuw-Zeelandse fuut